# Josh Strauss
Joshua Zac Strauss (Bellville, 23 ottobre 1986) è un rugbista a 15 sudafricano, internazionale per la Scozia, che gioca terza linea centro nella franchigia dei Bulls in Super Rugby.

## Biografia
Strauss si formò nel settore giovanile dei Boland Cavaliers. Nel 2007 firmò il suo primo contratto professionistico con il Lons Jura con cui giocò il campionato di Federale 1 (terza divisione francese); fu durante l'esperienza transalpina che fu definitivamente spostato dal ruolo di seconda linea a quello di terza linea centro. Dopo un anno ritornò in Sudafrica e disputò due stagioni di Currie Cup con la sua vecchia squadra dei Boland Cavaliers. Nel 2010 vinse, alla sua prima partecipazione, la Varsity Cup (torneo universitario nazionale sudafricano) con i Maties, rappresentativa dell'Università di Stellenbosch. Le sue prestazioni nella competizione studentesca gli valsero la chiamata dei Golden Lions per giocare la Currie Cup 2010. La sua esperienza con la squadra di Johannesburg durò quattro anni, durante i quali divenne capitano e vinse l'edizione 2011 della Currie Cup, torneo del quale fu nominato miglior giocatore. Nello stesso periodo fu incluso anche nella rosa della collegata franchigia dei Lions che guidò nelle edizioni 2011 e 2012 del Super Rugby. Mise fine alla sua permanenza nel rugby sudafricano quando firmò un contratto triennale con i Glasgow Warriors al termine della Currie Cup 2012. Nelle cinque stagioni trascorse nella franchigia scozzese, raggiunse due volte la semifinale e due volte la finale del Pro14; dopo la sconfitta subita per mano del Leinster nell'edizione 2013-2014, gli scozzesi si aggiudicarono il titolo l'anno successivo e Strauss venne inserito nel dream team della stagione. A partire dall'annata 2017-2018 si trasferì in Inghilterra ai Sale Sharks.
Strauss fu inserito nei convocati della Scozia per la Coppa del Mondo di rugby 2015 nonostante non avesse ancora ricevuto la cittadinanza del paese britannico. Il 19 settembre 2015 raggiunse i tre anni di residenza valevoli per ottenerla e, quattro giorni dopo, esordì con la nazionale scozzese contro il Giappone. Oltre a quella partita, scese in campo altre quattro volte nel mondiale, tra le quali vi fu il quarto di finale perso con l'Australia. L'anno successivo prese parte agli ultimi tre incontri del Sei Nazioni e al secondo del tour estivo della nazionale del Cardo. Nel 2017 fece pressappoco lo stesso numero di apparizioni con due presenze al Sei Nazioni e tre durante la tournée di giugno, mentre nel 2018 giocò solamente tre test-match di novembre. Il Sei Nazioni 2019 lo vide presente con la nazionale scozzese in tutte e cinque le giornate.

## Palmarès
- Currie Cup: 1
Golden Lions: 2011
- Pro12: 1
Glasgow Warriors: 2014-15